# Fábio Caramuru
Fábio Caramuru (São Paulo, 14 de setembro de 1956) é um pianista, compositor e produtor brasileiro.

## Biografia

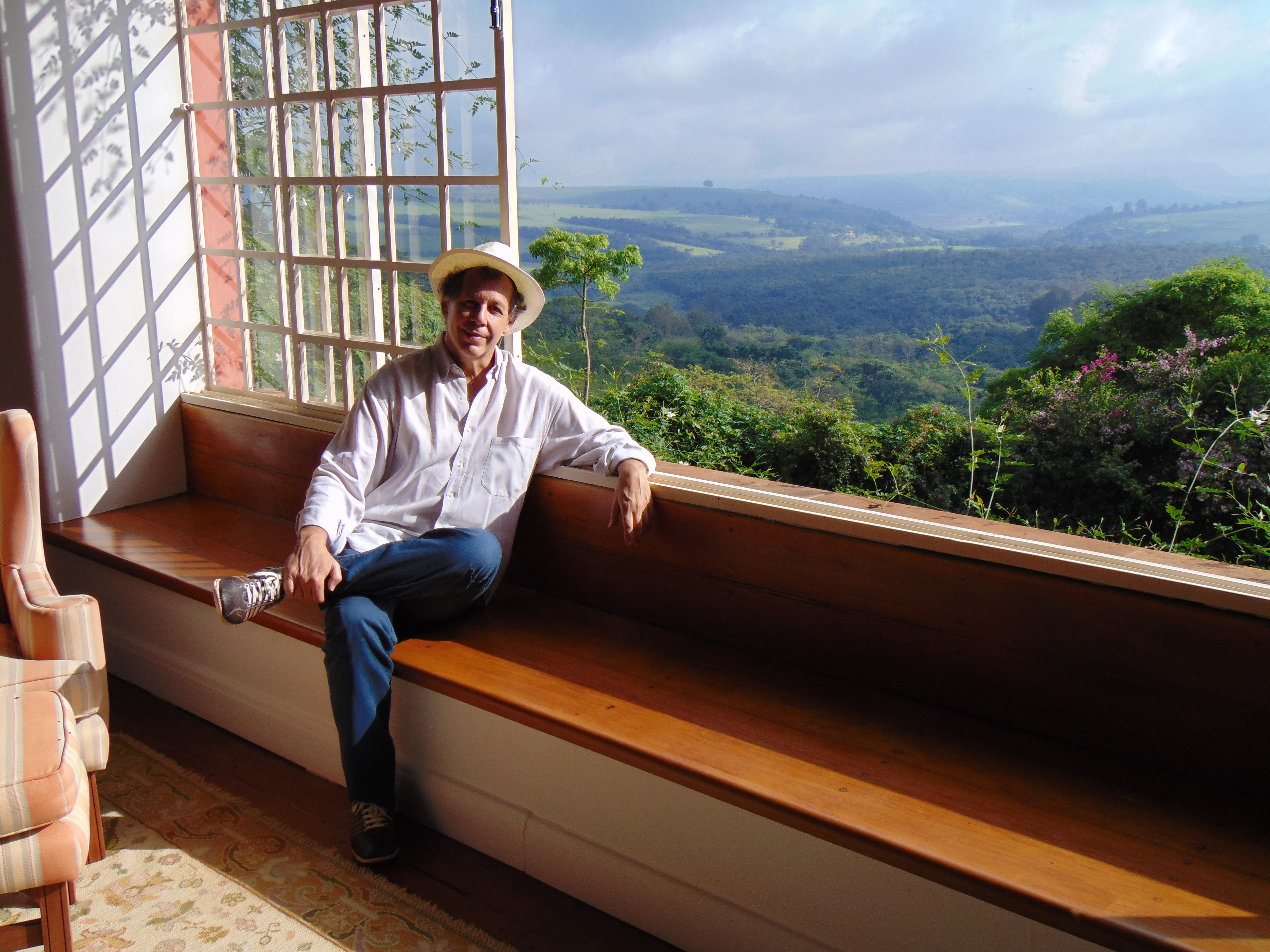
Fábio Caramuru em São Carlos, para gravação do videoclipe "Cigarra", 2015

Caramuru foi o último aluno brasileiro de Magda Tagliaferro, em Paris, com bolsa do governo francês, na década de 1980. Estreou como solista da OSESP, em 1977, tocando o Concerto para piano e instrumentos de sopro de Stravinsky, até então inédito no Brasil. Ganhou diversos prêmios no Brasil, destacando-se o prêmio da Associação Paulista de Críticos de Arte, em 1991. Apresenta-se regularmente no Brasil, Estados Unidos, Ásia e Europa, em recitais solo e com orquestra. É mestre pela ECA-USP.
Em 2007, participou de diversos eventos comemorativos aos 80 Anos do nascimento de Tom Jobim, tendo sido solista da Orquestra Sinfônica da Universidade de São Paulo - OSUSP, na Sala São Paulo, e da Banda Sinfônica do Estado de São Paulo, no Theatro São Pedro (São Paulo).
É fundador e sócio da empresa Echo Promoções Artísticas. Como curador e produtor cultural vem organizando projetos em instituições como Fundação Magda Tagliaferro, Espaço Cultural Correios, Orquestra Sinfônica da USP, Caixa Cultural, Centro Cultural Banco do Brasil etc. Em unidades do CCBB, realizou os projetos "Divas" (2006), "Líricas & Populares" (2007) "Pocket Trilhas" (2008), e em unidades da Caixa Cultural idealizou e coordenou os projetos "Concertos Magda Tagliaferro" (2011), "Nas trilhas da Atlântida" (2013), "Tom Jobim, 20 anos de saudade" (2014), "Virtuoses do piano brasileiro" (2015), "Concertos Afro-Brasileiros", em parceria com a Professora Ligia F. Ferreira (2016) e "Tom Jobim Instrumental" (2019).
Na música erudita, destacam-se: sua participação na gravação da obra "Das Lied von der Erde" de Gustav Mahler, em versão camerística de Arnold Schoenberg (Editora Algol); a realização do ciclo "Dichterliebe" opus 48 de Schumann, com o tenor Fernando Portari, na Sala São Paulo; recitais com repertório franco-brasileiro ao lado da cantora Magda Painno em São Paulo, na FMUSP, no SESC e em Belo Horizonte, no Palácio das Artes; solista da OSUSP no Concerto para dois pianos e orquestra de Poulenc, na Sala São Paulo, registrado pela TV Cultura;  solista do Concerto para Piano e Instrumentos de Sopro de Stravinsky, com a Orquestra Filarmônica de Minas Gerais, sob regência de Ligia Amadio; solista do Concerto para piano de Ravel, com a Orquestra Sinfônica de Londrina, sob regência de Elena Herrera.
Após dedicar-se por muitos anos ao repertório tradicional e brasileiro, sobretudo a arranjos e gravações da música de Tom Jobim, Caramuru passou a desenvolver também, desde o ano de 2003, um trabalho autoral diferenciado, com o lançamento do CD Moods Reflections Moods. Entre 2004 e 2012, trabalhou com o contrabaixista Pedro Baldanza, intensificando e aprimorando seu trabalho autoral. O CD do Duo Caramuru-Baldanza, Bossa in the Shadows, produzido por Heiner Stadler, do selo Labor Records, de Nova York, é uma coletânea de composições e improvisações originais.
Ao longo de sua carreira, Caramuru tem realizado uma série de apresentações, tais como concertos com a Orquestra Jazz Sinfônica, solista e arranjador de temas de música para cinema dos compositores Richard Rodgers e Nino Rota, no Auditório Ibirapuera, recital de música brasileira na Universidade de Toronto, début em Nova York no prestigiado Zinc Bar. Realizou dois concertos no Europalia International Arts Festival, como solista da Brussels Phillharmonic Orchestra, em Bruxelas e em Leuven (gravado em vídeo e disponível no Youtube), além de shows de Jazz em importantes casas da Europa, como o Jazz Club Moods em Zurich, apresentações como solista da Orquestra do Theatro São Pedro, em São Paulo, e sua participação no Festival Internacional de Jazz de Havana, Cuba. Em 2013, apresentou-se na Bélgica (Club Reserva de Gent) e em São Paulo (Memorial da América Latina).

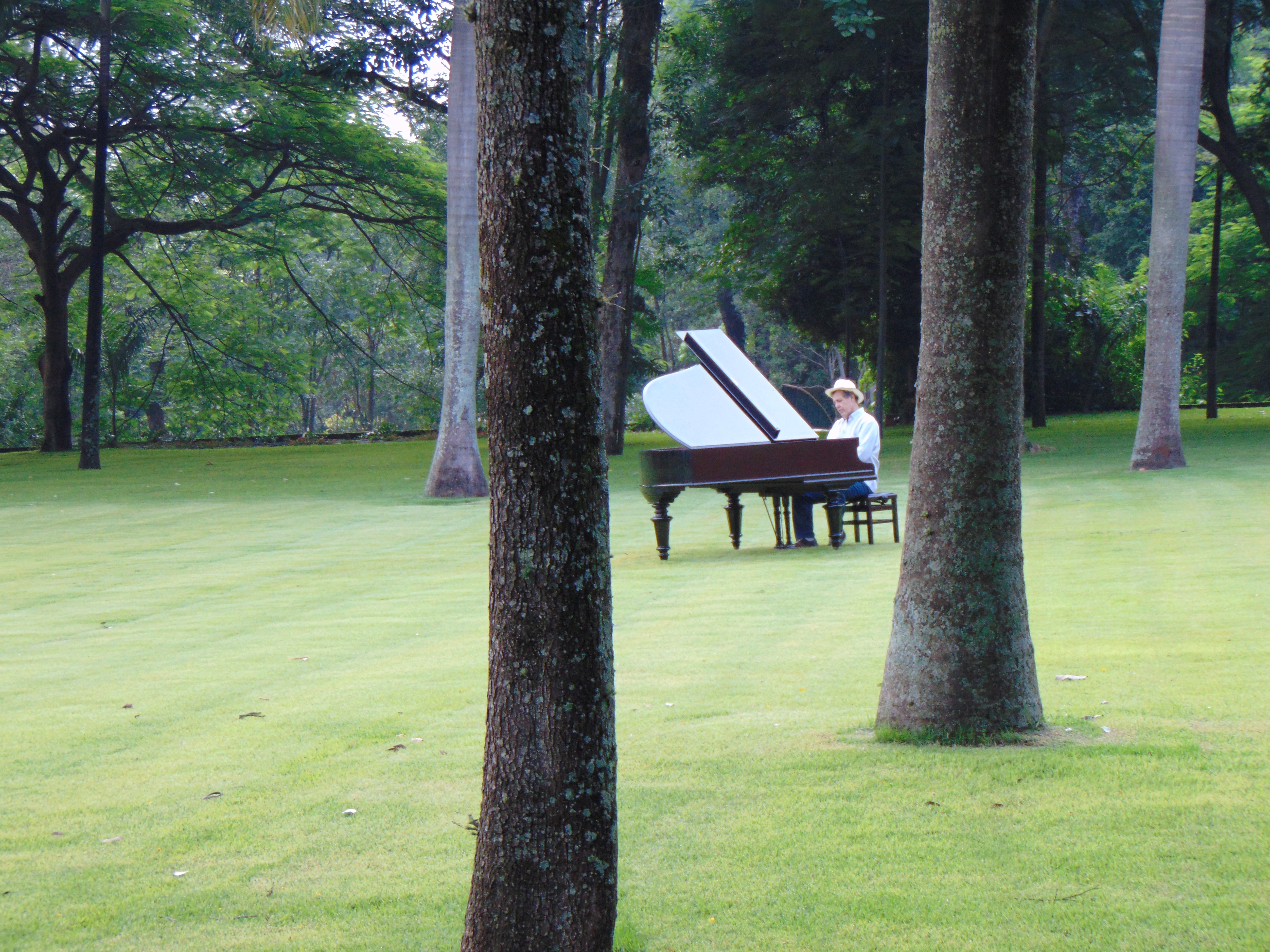
Fábio Caramuru durante gravação do clipe "Cigarra", EcoMúsica, 2015

Desde 2013, vem se dedicando ao projeto autoral "EcoMúsica", baseado na interação entre música e sons da natureza brasileira em seus diversos ecossistemas, bem como ao projeto "Brasil em Dois Pianos", com o pianista e arranjador Marco Bernardo, com quem realizou o projeto "Brasil em Dois Pianos - Turnê Nacional" (Correios), além de concertos na Sala São Paulo e na série Instrumental SESC Brasil.
Em 2015, foi curador da primeira edição do projeto "Virtuoses do Piano Brasileiro" na Caixa Cultural São Paulo, além de ter dado início a uma nova etapa de seu instigante projeto EcoMúsica, com o lançamento do CD autoral Conversas de um piano com a fauna brasileira.
Em 2016, destacaram-se o lançamento do videoclipe Cigarra, o concerto Radamés encontra Jobim, na Sala São Paulo, a curadoria do projeto Concertos Afro-Brasileiros, na Caixa Cultural São Paulo e a realização de dois “Concertos EcoMúsica” no Jardim Botânico do Rio de Janeiro, por ocasião dos 208 anos da instituição. Em setembro, ocorreu o lançamento do CD EcoMúsica | Conversas de um piano com a fauna brasileira, pelo conceituado selo japonês Flau –  flau.jp –  com distribuição para Ásia, Europa e América do Norte. O sucesso tem sido tão grande que o selo Flau agendou uma série de concertos para divulgar o disco em diversas cidades do Japão, entre abril e maio de 2017.
Outros eventos significativos em 2017 foram o concerto Tom Jobim 90 Anos, em 19 de março, na Sala São Paulo, o Concerto EcoMúsica, em 8 de abril, no Auditório Ibirapuera, o lançamento de seu CD duplo "Tom Jobim by Fábio Caramuru" e "Dó Ré Mi Fon Fon" pelo selo Flau (Japão), sua turnê "EcoMúsica Japan Tour", em oito cidades japonesas, nos meses de abril e maio. Realizou ainda diversas apresentações um unidades do SESC e do SESI, no estado de São Paulo. Em agosto, lançou o projeto "EcoMúsica Rio", com o videoclipe "Tico-tico", filmado no alto do Forte do Leme, além de três concertos  na cidade do Rio de Janeiro, com a participação do coro de estudantes da Dupla Escola do Caju. 
Em abril de 2018, lançou o álbum “EcoMúsica | Aves”, em um concerto na Sala São Paulo, além do videoclipe “EcoMúsica | Bem-te-vi”. Em maio, o álbum foi lançado também no Japão pelo selo Flau. Realizou também os videoclipes "EcoMúsica | Harpia", filmado nas Cataratas do Iguaçu, (tendo como convidado especial o dançarino Ismael Ivo) e  "EcoMúsica | Araras", filmado no 'Parque das Aves', em Foz do Iguaçu. Lançou também o videoclipe "EcoMúsica | Hidorigamo", tendo como convidada a ceramista Hideko Honma. Realizou, ainda, um concerto intitulado "EcoMúsica | Brasil-Japão", no Auditório Ibirapuera, como parte das comemorações dos 110 Anos da Imigração Japonesa no Brasil. Participou, ao lado de Ismael Ivo, do prêmio "Mestres da Criatividade", realizado pelo jornalista Gilberto Dimenstein, do portal Catraca Livre, sendo elogiado pela realização do videoclipe "EcoMúsica | Harpia".
Em 2019, Fábio prossegue ampliando e divulgando o "Projeto EcoMúsica", realizando concertos no SESC, na Virada Cultural apresentando o EcoMúsica na Japan House, bem como no Canadá, tendo sido convidado a celebrar o Quinto Aniversário do "Café & Cultura Toronto", no mês de maio, naquela cidade.
Em 2020, o músico realizou um concerto do duo Brasil em Dois Pianos na Sala São Paulo, uma apresentação no projeto SESC ao Vivo, prepara o lançamento de quatro novos vídeos EcoMúsica, com destaque para o vídeo "Amazônia | EcoMúsica Uirapuru". Em setembro, estreou uma série de programas semanais na Rádio Cultura FM de São Paulo intitulada "Tom Jobim por Fábio Caramuru e Babu Baía".

## Discografia
1. Tom Jobim Piano Solo - 14 faixas (1997 - MC 003)
2. Especiarias do Piano Paulista - 25 obras de Inah Sandoval e Camargo Guarnieri (1999 - ECHO 199)
3. Dó Ré Mi Fon Fon – 27 Cantigas Brasileiras - CD infantil educativo do pianista Fábio Caramuru criado em parceria com a artista multimídia Beth Bento. Lançado em 2002, o trabalho traz arranjos inéditos de Fábio Caramuru para piano de 27 cantigas brasileiras, tais como "Sapo Jururu", "Samba Lelê", "A Barata", "O Cravo brigou com a Rosa", entre outros. Beth Bento idealizou o "sound design" com sons da natureza, de animais, vozes e ruídos, bem como os 27 ícones relativos às cantigas, materializados em um jogo da memória.
4. Moods Reflections Moods (2004 - ECHO 204) - Primeiro CD autoral do pianista Fábio Caramuru, lançado em 2004 pela Echo. Nesse CD com 10 faixas, Fábio Caramuru rompe com a tradição da interpretação erudita, voltando-se para um trabalho de livre improvisação. A gravação foi feita em uma única sessão em um piano Steinway, modelo D-Concerto, alcançando um alto nível técnico. O CD marca o início do aprofundamento do estilo pessoal do pianista, lançando-o como compositor. O desdobramento desse estilo pessoal de Caramuru pode ser ouvido no CD Bossa in the Shadows, gravado em duo com o contrabaixista Pedro Baldanza, e lançado em 2007 nos EUA.
5. Canções de Richard Rodgers, com a cantora Magda Painno (2004 - ECHO 104)
6. Piano: Tom Jobim por Fábio Caramuru - álbum duplo com 28 faixas (2007 - MCD 344)
7. Bossa in the Shadows - autoral com o baixista Pedro Baldanza - 18 faixas (2007 - LAB 7083)
8. Gustav Mahler - arr. Schoenberg - Das Lied von der Erde - participação como pianista no conjunto instrumental (Algol 2009)
9. EcoMúsica | Conversas de um piano com a fauna brasileira - 14 faixas ( 2015 - Echo115)
10. EcoMúsica | Dialogues between a piano and the Brazilian fauna - 14 faixas (2016 - Flau Japan 60)
11. Tom Jobim by Fábio Caramuru - duplo, 28 faixas (2017 - Flau Japan 65)
12. Dó Ré Mi Fon Fon (2017, Flau Japan, 66)
13. EcoMúsica | Aves (2018, Flau Japan)
14. EcoMúsica | Harpia (2018), Single, Tratore